# NHK衛星第2頻道
NHK衛星第2頻道（日语：NHK衛星第2テレビジョン），簡稱BS2，為NHK旗下的一個衛星電視頻道，於1985年試播，1989年6月1日開播。以每日五點為開始，進行24小時播出。主要節目為電影、演唱會、動畫及外國電視劇等娛樂性較高的節目。同时为了让无法收到无线电视信号的偏远地区或外岛地区也能收看电视节目，该频道会播出NHK地面频道的部分节目。该频道已于2011年3月31日起停止播出，并在同年4月1日由新开播的NHK BS Premium频道所取代。